# فوهل
فوهل (به آلمانی: Vöhl) یک شهر در آلمان است که در والدک-فرانکنبرگ واقع شده‌است. فوهل ۶٬۱۸۲ نفر جمعیت دارد.